# Preacher-Slam
Beim Preacher-Slam, auch Predigt-Slam, handelt es sich um eine kirchliche Adaption des Poetry-Slams, bei dem dieses Format zur Wortverkündigung genutzt wird.
Eine einheitliche Bezeichnung gibt es bislang nicht. Die Entwicklung schien anfangs dahin zu gehen, dass Predigt-Slam für Veranstaltungen verwendet wird, bei denen Theologen gegeneinander antreten, während Preacher-Slam sich auf Formate bezieht, bei denen Prediger und Slam-Poeten gegeneinander antreten. Seit den 2020ern hat sich der Begriff Preacher-Slam durchgesetzt. Der Begriff Sermon-Slam wird im englischen Sprachraum vor allem für Formate unter jüdischer Regie verwendet.
Der Preacher-Slam ist keine Literaturgattung, sondern ein Veranstaltungsformat. Abgesehen von einer Zeitbegrenzung und einem Plagiatsverbot gibt es oftmals keine inhaltlichen oder formalen Vorgaben, was zu abwechslungsreichen Textbeiträgen führt, beispielsweise Lyrik/Prosa oder humorvoll/ernst.
Der Veranstaltungsname "Preacher Slam" bedeutet sinngemäß etwa "Prediger Wettstreit". Daher werden die selbstgeschriebenen Texte meistens nicht nur vor Publikum performt, sondern vom Publikum auch bewertet.

## Geschichte des Preacher-Slams
Die seit den 1990er Jahren in Deutschland wachsende Poetry-Slam-Bewegung erreichte mit etwas Verzögerung auch die Kirchen. Im Jahr 2010 fand der erste Marburger Predigt-Slam statt, der von Thomas Erne, Katharina Scholl, Anke Fuchs und Bo Wimmer geleitet wurde. Dabei traten hauptberufliche Prediger gegeneinander an. Auch auf dem Ökumenischen Kirchentag im selben Jahr präsentierten Poeten Slam-Texte. Dieses Projekt etablierte sich als festes Format und wurde vom Wittenberger Zentrum für evangelische Predigtkultur zum Wittenberger Predigt-Slam weiterentwickelt. Daraus entwickelte sich eine neue kirchliche Szene. 2015 fanden auf dem evangelischen Kirchentag in Stuttgart sieben Veranstaltungen zum Preacher-Slam statt.
Der Erfolg der Preacher-Slams steht im Zusammenhang mit der sogenannten „ästhetischen Wende“ in der Entwicklung von Predigttheorie und -praxis. Insbesondere durch Martin Nicols und Alexander Deegs dramaturgisch-homiletisches Konzept erfuhr die Predigt als Sprachkunstwert eine hohe Wertschätzung: „[V]iele Pfarrerinnen und Pfarrer haben neue Freude daran bekommen, im Sprachspiel öffentlicher Rede mit einer Gemeinde zur sonntäglichen Exkursion in die fremde Heimat Bibel aufzubrechen.“ Das Ursprungskonzept wurde rasch von einer slam-inspirierten Predigtpraxis ergänzt.
Auch die Fresh-Expressions-Bewegung trug zum Erfolg des Preacher-Slams bei, indem ihre Projekte für bisher kirchenferne Milieus sich als Ergänzung zur Parochie und dem bisherigen kirchlichen Angebot verstehen. Im Fokus der neueren Kirchenreformbewegungen steht das Milieu der Modernen Performer, das vom Poetry-Slam in besonderer Weise angesprochen wird. Außerdem bietet das Format des Slams die Möglichkeit zur Gemeinschaft.
2024/2025 sammelten Hubert Baumann und Elias Raatz mit der Buchreihe "Wort:Schöpfung" erstmals Preacher-Slam-Texte in einer Anthologie. In den beiden Bänden "Verse voll Vertrauen" (2024) und "Zeilen aus Zuversicht" (2025) veröffentlichten jeweils 30 Autoren.

## Was ist Preacher-Slam?
Die Preacher-Slam-Bewegung war von Beginn an hochgradig professionalisiert. Es treten fast ausschließlich hauptberufliche Prediger auf oder etablierte Poetry Slammer, die bereits religiöse Texte geschrieben haben. Das Prinzip der offenen Bühne spielte nie eine Rolle. Sofern die Preacher-Slam-Beiträge Intention der „schriftgebundene Ansage und Zusage der freien Gnade Gottes“ verfolgen, eignen sie sich auch zur gottesdienstlichen Predigt. Ein Beitrag auf einem Preacher-Slam muss allerdings keinen religiösen Hintergrund haben.

„Preacher-Slams stellen Sprachlabore dar, in denen vor einem oft wenig gemeindeaffinen Publikum unverbrauchte Redeformen erprobt, neue Formulierungen für den Glauben entwickelt und etabliert und gewagtere theologische Gedankengänge durchgespielt werden können. Diese sprachlichen Experimente können auch die sonntägliche Predigt beleben und befruchten.“

Oftmals werden Preacher-Slams auch weiter gefasst, beispielsweise unter dem Motto „Glaube, Liebe, Hoffnung“, sodass auch diversere Texte gelesen werden.

„[Es sind] Texte, die sich in ganz unterschiedlicher Art und Weise mit den Themen Glaube, Liebe und Hoffnung befassen. Worte, die Ideen ausdrücken, Erfahrungen mitteilen, Gedankenspiele eröffnen. Verse, die zwischen Hoffen und Hoffnungslosigkeit schwanken oder einfach auf ihre eigene Art Mut machen. Und natürlich: Zeilen voll Zuversicht.“

Beim Preacher-Slam handelt es sich um ein Veranstaltungsformat und keine Literaturgattung oder sprachliches Form. Da jedoch primär Texte entstehen, die auf eine unmittelbare Publikumswirksamkeit abzielen, scheint das Format die Form zu bedingen. So nutzen viele Texte Eigendynamik durch Reimverfahren, Rhythmisierung und Pointen, und erzeugen auf diese Weise Schwung. Außerdem kommt so ein hoher Unterhaltungswert zustande sowie Komik und echte Dringlichkeit. Die Performance steht mit dem Text im Vordergrund.

### Workshops und Slams
Häufig findet sich eine Verbindung aus Workshops mit anschließendem Preacher-Slam. Dabei werden in der Regel Spezialisten aus der Poetry-Slam-Szene engagiert. Der erste Teil eines Workshops besteht normalerweise aus Schreibübungen, die als Einstieg in die Textproduktion dienen, anschließend folgen Übungen zur Performance. Die Workshops eines Preacher Slams unterscheiden sich in der Regel lediglich in der Thematik von klassischen Poetry Slam Workshops.
Der eigentliche Preacher-Slam wird als öffentliche Veranstaltung beworben. Die Moderation wird von einem Slam-Master übernommen, im Kontext eines Workshops für Gewöhnlich der Leiter desselben. Die Bewertung kann entweder durch einzelne Personen aus dem Publikum, bspw. durch das Hochhalten von Zetteln mit einer Zahl zwischen 1 und 10, oder durch das Gesamtpublikum durch Applausintensität geschehen. Am Ende gibt es einen Sieger.

## Kritik

### Chancen
Das Format des Preacher-Slams bietet den Predigern ein Lernsetting, in dem sie die Kunst der fantasievollen Variationen ausprobieren können. Gleichzeitig bietet es Aus- und Fortbildungsmöglichkeiten der Performancequalität. Der Slam befördert die Kompetenzen in Hinblick auf die sprachliche Verbindung von religiösen Gehalten und emotiv zugänglichen Bildern, was auch der klassischen Predigt zugutekommen kann.

„[D]ie Kirche befindet sich unter den Transformationsbedingungen der Moderne in einer Wettbewerbssistuation, insofern sie kein Monopol auf Daseinsweitung und Sinndeutungskompetenz in Anspruch nehmen kann, sondern sich gleichsam im ständigen Wettbewerb mit anderen Anbietern (Museum, Fußball, etc.) befindet. Der Predigt-Slam treibt eine ganz ähnliche Wettbewerbssituation spielerisch auf die Spitze und die Teilnehmenden haben die Möglichkeit, sich dieser bewusst auszusetzen.“

Auch zur Predigt gehört ein Moment freier Produktivität, die über das Bekannte und Traditionelle hinausgeht, damit der Charakter der Fremdheit und das Unerwartbare der christlichen Gehalte neu zur Sprache gebracht wird. Dieses Spiel mit theologischen Gedanken und sprachlichen Darstellungen stellt einen Kern des Slams dar und kann in die Predigt hinein wirken. Wie auch ein Slammer steht dem Prediger nur eine begrenzte Zeit zur Verfügung, um mit sprachlichen Mitteln eine authentische Performance darzubieten, die letztendlich auf einen Moment des Unverfügbaren abzielt:

„[E]in sich ereignender Impuls, in dem Hörende von dem Gesagten in einer Weise angerührt werden, dass beide, Redender und Hörende, nur staunen können. Bei der Predigt liegt diese Dimension des Unverfügbaren, das sie nicht gänzlich herstellen kann, aber ohne das sie nicht auskommt, im Wesen des Evangeliums selbst begründet. Denn das Evangelium ist kein fest umgrenzter Inhalt, der als solcher tradiert und mitgeteilt werden könnte, sondern das Evangelium wird zum Ereignis im gelingenden Vollzug einer religiösen Kommunikation.“

Der Preacher-Slam schafft eine Möglichkeit, Predigtsprache zu aktualisieren, erweitern und wirkungsvoller zu machen.

### Vorbehalte
Gelegentlich richtet sich die Anfrage an den Preacher-Slam, ob seine Beiträge den inhaltlichen Ansprüchen einer Predigt genügen. Dabei gilt zu bedenken, ob es sich tatsächlich um Irritation angesichts der ungewöhnten Ästhetik anstatt um inhaltliche Bedenken handelt.
Vereinzelte Stimmen warnten mit Aufkommen des Preacher-Slams vor einer als unevangelisch empfundenen, ritualisierten Bewertung der Predigt. Jedoch können auch Pfarrer von der freundschaftlichen Vernetzung und dem Zelebrieren des Understatements der Slam-Poeten lernen.
Zu beachten ist, dass die Fokussierung auf die Performance zu Lasten des Inhalts gehen kann, insbesondere, wenn dieser nuancenreich und schwergängig, leise oder widersprüchlich ist. Es besteht eine Spannung zwischen Pointe und Nuance.

### Primärliteratur
Wort:Schöpfung – Verse voll Vertrauen. Preacher Slam Texte über Glaube, Liebe, Hoffnung (Hrsg. Hubert Baumann & Elias Raatz). Dichterwettstreit deluxe, Villingen-Schwenningen 2024, ISBN 978-3-98809-031-7.
Wort:Schöpfung – Zeilen voll Zuversicht. Preacher Slam Texte über Glaube, Liebe, Hoffnung (Hrsg. Hubert Baumann & Elias Raatz). Dichterwettstreit deluxe, Villingen-Schwenningen 2025, ISBN 978-3-98809-029-4.

### Sekundärliteratur
Spiel mit dem Wort. Kreatives Schreiben für Predigt und Preacher-Slam (von Holger Pyka). Vandenhoeck & Ruprecht, Göttingen 2019, ISBN 978-3-525-61625-3.